# Universidade Konkuk
Universidade Konkuk (Hangul: 건국대학교; Hanja: 建國大學校) é uma universidade privada localizada em Seul e Chungju. O campus Seoul está localizado na parte sudeste de Seul, perto da Rio Han, e é servida por uma estação de metrô de mesmo nome. A universidade possui credenciamento do Ministério da Cultura e da Educação da Coreia do Sul. A universidade enfatiza tecnologia e ciência majores e pesquisa.

## Historia

### Primórdios
Dr. Yoo Suk-Chang (유석창) era conhecido como um patriota durante o domínio colonial japonês fundar um hospital e de publicação de um boletim informativo. Universidade Konkuk foi originalmente fundada pelo Dr. Yoo como a Escola de Ciência Política Chosun em maio 1946 com base em Chien kuo University (만주건국대학, 建國大學) em Hsinking, Manchukuo. Dois anos depois, em maio de 1948, a escola foi ampliada com o Instituto de Ciência Política Chosun. Em 1949, os nomes foram alterados para Fundação Ciência Política e Ciência Política College. Naquela época ambos também foram "autorizados como uma instituição de ensino superior formal". Depois de uma jogada em 1955 em Jangan-dong, Seul os nomes foram novamente alterado para Konkuk Foundation University e University Konkuk.

## Organização
Universidade Konkuk é uma instituição de ensino dotados e governado pelo presidente e do conselho de fundação da Universidade Konkuk. O campus Seoul inclui quinze colégios, sessenta e quatro departamentos e onze escolas de pós-graduação profissional. O campus Chungju inclui cinco faculdades, trinta e seis departamentos. Um total de 25.700 estudantes estão matriculados nestes dois campus. Cursos de graduação são fornecidos por cada departamento de todas as faculdades. Também os programas de pós-graduação em geral são fornecidos por cada faculdade. Além de escolas profissionais entre as escolas de pós-graduação estão fora dos colégios.

## O Campus
Uma das características distintivas do campus Konkuk é o grande número de pedras (cerca de 1,5 metros por 2 metros) de muitos países ao redor do mundo. Os principais eixos da universidade são revestidas, de cada lado, por estas pedras, cada uma das quais com uma inscrição, muitas vezes um lema, poema ou citação de uma grande obra-literária que ilustra algo importante sobre o país doando. Na parte traseira, há uma tradução para o coreano, e também para o Inglês para inscrições língua não-inglesa. Até o momento, existem cerca de 200 destas pedras na Konkuk.

## Alunos notáveis
- Nayeon, membro do girl group Twice.
- Choi Minho, membro do boy group Shinee.
- Shim Changmin, membro do boy group TVXQ.
- Kim Hyun-a, membro do girl group 4Minute.
- Son Dong-woon, membro do boy group B2ST.
- Kim Seok Jin, membro do boy group BTS .
- Park Eun Ji, membro do girl group Nine Muses.
- Im Jae Bum, membro do boy group GOT7.
- Lee Min-ho, ator nascido em 1987.
- Hwang Sun-Hong
- Hyun Young-Min